# Ralf Konietzka
Ralf Konietzka (* 21. Mai 1960) ist ein ehemaliger deutscher Fußballspieler und -trainer.

## Karriere
Nach den Jugend- bzw. Amateurstationen SV Weisenheim am Sand und VfR Frankenthal kam Ralf Konietzka 1979 zu Wormatia Worms in die 2. Bundesliga. Hier spielte der Abwehrspieler in zwei Spielzeiten insgesamt 24-mal. 1981 wechselte er zum BSC Oppau und damit wieder in den Amateurbereich. Nach den Stationen FSV Oggersheim und SV Weisenheim am Sand begann er 1991 als Trainer zu arbeiten. Unter anderem betreute er drei Jahre den TSV Carlsberg und war als Jugendtrainer bei seinem Heimatverein in Weisenheim am Sand aktiv.

### Statistik
| Liga          | Spiele (Tore) |
| ------------- | ------------- |
| 2. Bundesliga | 24 (0)        |
| Wettbewerb    |               |
| DFB-Pokal     | 01 (0)        |